# Departamento de Choya
Departamento de Choya är en kommun i Argentina.   Den ligger i provinsen Santiago del Estero, i den norra delen av landet, 900 km nordväst om huvudstaden Buenos Aires. Antalet invånare är 34 667.
Trakten runt Departamento de Choya består i huvudsak av gräsmarker. Runt Departamento de Choya är det mycket glesbefolkat, med 6 invånare per kvadratkilometer.